# Núi Thiên Bút
Thiên Bút (bút trời) hay còn gọi là Thiên Bút Phê Vân (Bút trời vẽ mây) là tên ngọn núi phía nam Thành phố Quảng Ngãi, là biểu tượng nổi tiếng tỉnh Quảng Ngãi. Ngọn núi này thường là đề tài trong hội họa, nhiếp ảnh, văn chương và âm nhạc.
Núi cao 30 m, bốn phía cân bằng, ở giữa cao vút như ngọn bút. Núi nằm cách trung tâm thành phố Quảng Ngãi 2 km về phía Nam. Nhìn xa xa núi Thiên Bút như cây bút vẽ mây trời vào những lúc mây chiều bao phủ núi hoặc lúc sáng sớm sương mò bao phủ núi. Tại đây có nhiều loại cây, đặc biệt là loại trâm, móc, cây trâm cho quả chín đen, cây móc dùng làm thuốc nhộm. Trên ngọn núi hiện còn dấu tích của một tháp Chăm. Dưới chân núi có chùa Thiên Bút và nghĩa trang liệt sĩ tỉnh.